# Кендзежинка
Кендзежинка (пол. Kędzierzynka) — село в Польщі, у гміні Добчиці Мисленицького повіту Малопольського воєводства.
Населення — 422 особи (2011).
У 1975-1998 роках село належало до Краківського воєводства.

## Демографія
Демографічна структура станом на 31 березня 2011 року:
|          | Загалом | Допрацездатний вік | Працездатний вік | Постпрацездатний вік |
| -------- | ------- | ------------------ | ---------------- | -------------------- |
| Чоловіки | 217     | 55                 | 148              | 14                   |
| Жінки    | 205     | 44                 | 123              | 38                   |
| Разом    | 422     | 99                 | 271              | 52                   |